# Estera Tenenbaum
Estera Tenenbaum (auch Esther Tenenbaum, * 27. Januar 1904 in Warschau; † 1963 in Jerusalem) war eine polnische Biologin jüdischen Glaubens. Nach ihrer 1934 erzwungenen Ausreise aus Deutschland wurde sie eine internationale Zell- und Virusforscherin.

## Werdegang
Tenenbaum wurde 1904 in Warschau geboren. Ihre Familie zog später nach Łódź, wo sie das Gymnasium besuchte. Von 1921 bis 1923 studierte sie an der Universität Krakau. Von 1923 bis 1929 studierte Tenenbaum Biologie und Zoologie an der Humboldt-Universität zu Berlin. Im Jahr 1924 emigrierten ihre Eltern und ihr jüngerer Bruder von Polen nach Palästina.
1929 erhielt sie eine Forschungsstelle am Kaiser-Wilhelm-Institut für Hirnforschung in Berlin-Buch. Sie arbeitete dort unter anderem mit dem russischen Genetikerehepaar Timofejew-Ressowski zusammen. Ab 1933 übten die in Deutschland zu politischer Macht gekommenen Nationalsozialisten auch in diesem Forschungsinstitut Druck auf Ausländer, Juden und auf Frauen aus. Tenenbaum und auch der Institutsleiter Oskar Vogt konnten letztlich diesem dreifachen Druck nichts wirkmächtig entgegensetzen. Tenenbaum verließ 1934 Deutschland und wanderte über Polen nach Tel Aviv aus, wo ihre Eltern und ihr jüngerer Bruder lebten.
Über verschiedene Forschungsstellen in Israel und ab 1951 in Großbritannien gelangte sie 1955 an das California Institute of Technology unter Renato Dulbecco, wo sie Forschungen an In-vitro-Kulturen von Hirngewebe ausführte.
Esther Tenenbaum starb 1963 an einem Herzinfarkt in Jerusalem.